# Gareth
Gareth is een personage uit de Arthurlegendes. Hij is een ridder van de Ronde Tafel en de zoon van Morgause en koning Lot van de Orkneyeilanden en Lothian. Zijn broers zijn Walewein, Agravaine, Gaheris en Mordred, die zijn halfbroer is. Zijn moeder is de dochter van Gorlois en Igraine, en een zus van Elaine en Morgana. Ze is overigens ook een oudere halfzus van koning Arthur.
In Thomas Malory's Le Morte d'Arthur vermoordt zijn broer Gaheris diens eigen moeder, Morgause, nadat hij haar betrapt had met de jonge en knappe Lamorak. Gaheris onthoofdt zijn moeder maar Lamorak weet te ontsnappen en wordt opgejaagd door al de broers. Gareth echter is de enige broer die Lamorak niet achtervolgt.